# Ferrovia Ellera-Tavernelle
La ferrovia Ellera-Tavernelle era una linea ferroviaria a singolo binario non elettrificata, che collegava la stazione di Ellera-Corciano, sulla linea Foligno-Terontola, con Tavernelle, percorrendo la valle del fiume Nestore.
Poiché il previsto prolungamento fino a Chiusi (sulla ferrovia Firenze-Roma) non fu mai realizzato, la linea rimase sempre un tronco isolato, e venne dismessa dopo soli 7 anni dalla sua attivazione.

## Storia
Già nella seconda metà dell'Ottocento si pensò ad un collegamento ferroviario tra Perugia e Chiusi, in modo da creare una connessione tra la ferrovia Firenze-Roma e Perugia, ma solo all'inizio del Novecento prese forma l'idea di una ferrovia a servizio delle miniere di lignite vicine a Pietrafitta; le comunità locali rinnovarono la richiesta di prolungare la ferrovia in direzione di Chiusi. Bisogna aspettare il secondo dopoguerra per vedere realizzato il prolungamento oltre Pietrafitta. Proprio per questo motivo la stazione di Tavernelle Val di Nestore fu costruita come stazione di transito, lasciando spazio verso ovest per il prolungamento della linea fino a Chiusi.
Le poche notizie storiche accertate attestano infatti che nel 1954, neanche un anno dopo l'attivazione del servizio passeggeri, si pensava ancora al potenziamento di questa linea ferroviaria. Nella seduta alla Camera del 15 giugno 1954 il deputato Filippo Micheli auspicava nuovamente il prolungamento della tratta fino a Chiusi:
(On. Filippo Micheli)
Evidentemente tale proposta non fu accolta, il 24 luglio 1960 avvenne la chiusura dell'esercizio, e nel 1965 la soppressione della linea.
Dopo la dismissione, alcuni tratti di questo tracciato sono stati cancellati da utilizzi successivi.
È ancora visibile il binario che esce dalla stazione di Ellera-Corciano, incassato in una lunga trincea in curva. Seguendo questo tratto il binario si interrompe di fronte ad una collina dietro la quale ora esiste un campo da golf. Il tratto successivo, costituito da un terrapieno e da un ponte in mattoni, esiste ancora.
Da Strozzacapponi a Capanne parte del vecchio tracciato è stato riutilizzato per una pista ciclabile e pedonale. Altri tratti sono stati assorbiti dall'espansione urbanistica dei paesi a cavallo della ferrovia.
L'attuale strada statale 220 Pievaiola è stata allargata sopra la sede ferroviaria in un tratto oltre Capanne. 
Nel tratto successivo la struttura del Supercarcere si trova proprio a cavallo del vecchio tracciato dove con un'ampia curva la ferrovia si distaccava dalla strada statale per dirigersi verso Pietrafitta: una parte di questa ampia curva è stato quindi definitivamente ed irrimediabilmente soppresso.
Sono visibili ovunque, lungo il percorso, tracce della primitiva destinazione: parapetti, ponticelli, stazioni abbandonate o riutilizzate per gli scopi più diversi (per esempio, a Tavernelle la stazione è ora sede dell'USL).

## Caratteristiche

### Percorso
| Continuation backward |

| Station on track |

| Unknown route-map component "xABZgl" | Unknown route-map component "CONTfq" |

| Unknown route-map component "exBHF" |

| Unknown route-map component "exHST" |

| Unknown route-map component "exHST" |

| Unknown route-map component "exBHF" |

| Unknown route-map component "exHST" |

| Unknown route-map component "exBHF" |

| Unknown route-map component "exBHF" |

| Unknown route-map component "exLCONTf" |